# کائنات امتیاز
کائنات امتیاز (انگلیسی: Kainat Imtiaz؛ زادهٔ ۲۱ ژوئن ۱۹۹۲) بازیکن کریکت زن اهل پاکستان است.